# Louis Chedid
Pour les articles homonymes, voir Chedid.
Louis Chedid est un auteur-compositeur-interprète, écrivain et réalisateur français d'origine libanaise, né le 1er janvier 1948 à Ismaïlia, en Égypte.

## Biographie
Louis Chedid naît le 1er janvier 1948 à Ismaïlia. Il est le fils (cadet de deux enfants) de la poétesse Andrée Chedid (1920-2011) et de Louis Selim Chedid (1922-2021), biologiste de renommée internationale, ancien directeur de recherche au CNRS et professeur honoraire de l'Institut Pasteur. D'origine libanaise, ses parents, syrienne et égyptienne, choisissent l'hôpital réputé d'Ismaïla sur le canal de Suez pour la naissance de Louis  dont Roger Godel, le second mari de sa grand-mère maternelle était médecin-chef. Il arrive à Paris à l'âge de 6 mois où ses parents sont installés depuis 1945.
Enfant, il est écolier en maternelle et primaire dans l’institut catholique Bossuet, au 6 de la rue Guynemer où il fait ses premiers pas de chanteur avec les Petits Chanteurs à la croix de bois. Élève peu assidu, il est renvoyé du lycée Montaigne et ses parents l'inscrivent dans un cours privé, le collège Pollès où enseigne l'écrivain et philosophe Maurice Clavel dont il garde un grand souvenir. Il obtient son baccalauréat, en 1968 lors de la session de rattrapage de septembre.
Passionné de littérature, de musique et de l'image, Louis Chedid étudie le cinéma à l'INRACI de Bruxelles afin de devenir réalisateur pendant un an et demi. Il y réalise deux courts-métrages dont il est aussi auteur et compositeur. En 1970, de retour à Paris, il entre comme stagiaire-monteur à Gaumont-Actualités, devient assistant puis chef-monteur et réalisateur de documentaires de 1971 à 1973.
Parallèlement à cette vie professionnelle, Louis Chedid joue de la guitare depuis l'âge de 12 ans et a participé à des groupes au lycée. C'est vers les 16 ans qu'il commence à écrire des chansons qu'il enregistrera un peu plus tard sur son premier magnétophone : un Revox 2 pistes. Grâce à Jean-Pierre Mitrecey, un ami réalisateur, il rencontre François Bernheim, directeur artistique chez Barclay (les Poppys, Esther Galil…) qui lui fait enregistrer son premier album au studio Condorcet à Toulouse avec le groupe Ophucius, ce qui lui permet de découvrir les coulisses de la fabrication d'un disque. L'album Balbutiements sorti en 1973 rencontre un succès d'estime. Barclay ne croyant pas suffisamment en lui, il décide d’aller voir ailleurs.

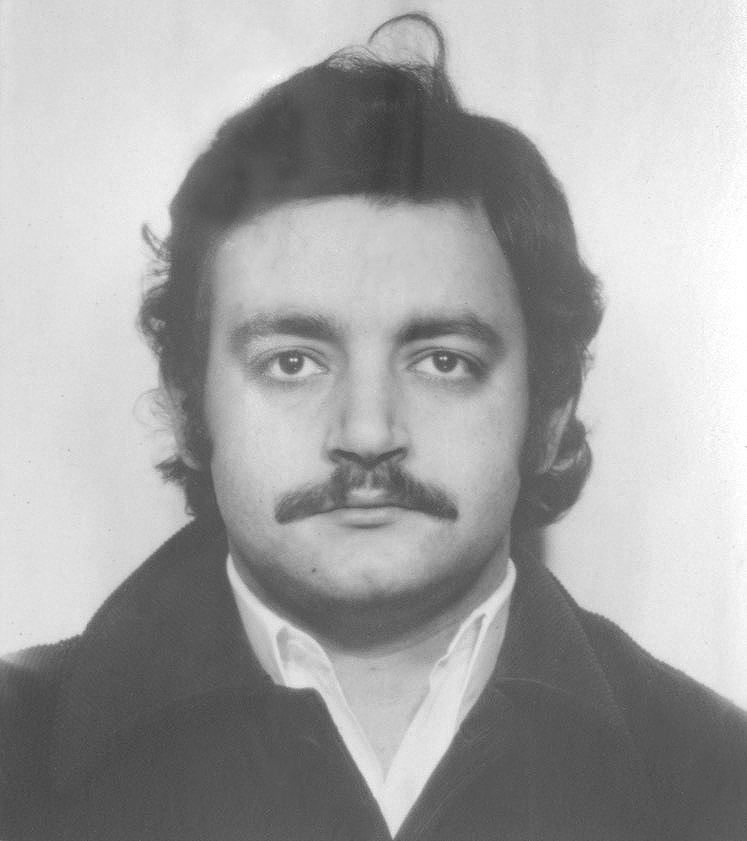
Louis Chedid en 1971, lors de son inscription à la Sacem. Photo d'identité.

L’année suivante, il rencontre l’éditrice Rolande Bismuth, qui le fait signer chez CBS. Il y sortira trois albums en trois ans : Nous sommes des clowns sur lequel figure la première version du titre Hold Up (il en enregistrera une nouvelle en 1985.) Le Jeu de l’oie de Louis ; Ver de terre où il collabore avec Michel Bernholc, l’arrangeur de cordes de Michel Berger ou Véronique Sanson. Le 16 septembre 1976, il fait ses débuts sur scène à L'Olympia comme « vedette anglaise » de Nicole Croisille où il chante trois chansons, ce qui tout à la fois le frustre et lui donne le goût de la scène. Il y rencontre Bruno Coquatrix, Jean-Michel Boris et Pierre Desproges maître de cérémonie du spectacle. Tous deux se retrouveront plus tard au Tribunal des flagrants délires, émission culte de France Inter.
Peu après, un producteur de radio lui propose d’inviter un artiste qu’il apprécie. Louis, à peine connu, convie sans trop y croire Patrick Dewaere déjà en pleine gloire, celui-ci répond présent. Touché autant par le comédien que par l’homme et sa fin tragique, Louis écrira la chanson Les absents ont toujours tort sortie en 1983 sur l’album Panique organisée. Cette chanson sera reprise des années plus tard en concert par sa fille Anna (alias Nach).
En 1977, 1978 et 1979 le succès populaire arrive avec les chansons La Belle, T'as beau pas être beau (single vendu à plus de 150 000 exemplaires) et dont les chœurs sont assurés par ses enfants Émilie et Matthieu) et Papillon. En 1979, il est le raton laveur du conte musical de Philippe Chatel Émilie Jolie avec Georges Brassens, Henri Salvador, Sylvie Vartan, Françoise Hardy, Julien Clerc, Alain Souchon, Laurent Voulzy, Eddy Mitchell, Robert Charlebois, Isabelle Mayereau et Yves Simon.
Depuis ses débuts discographiques en 1973, Louis continue à travailler avec Michel Bonnecarrère et Jean-Pierre Pouret du groupe Ophucius.
En 1980, l’album Égomane, où figure la chanson Danseur mondain marquera la fin de leur collaboration. Intéressé par les nouvelles façons de faire de la musique avec l’arrivée des synthétiseurs et des premières boîtes à rythmes, il monte son premier studio et s’achète un Prophet 10 sur lequel il composera l'album Ainsi soit-il qui sort en novembre 1981. Le succès est immédiat. Le disque se retrouve en tête de tous les hit-parades. La photo de la pochette est signée Jean-Baptiste Mondino, qui réalisera (en 1983) celle de l’album suivant Panique organisée. Ils se retrouveront en 2015 pour le visuel de l'album et de l’affiche de la tournée familiale Louis, Matthieu, Joseph et Anna Chedid. 1981, c’est aussi la rencontre avec Alain Lévy, qui dirige CBS, et avec lequel il se liera d’amitié.
En 1983 il collabore avec Alain Souchon et compose les musiques de On avance, Banale Song et Les papas des bébés sont nuls.
En 1984 avec Françoise Hardy, il écrit la musique de Moi vouloir toi et Casse pas toute ma maison. Cette même année, il signe la bande originale du film Pinot simple flic, de Gérard Jugnot.
En 1985, en désaccord avec le successeur d’Alain Levy à la tête de CBS qui refuse de sortir le titre Anne, ma sœur Anne en premier single, il rompt son contrat et part signer chez Virgin. Anne, ma sœur Anne de l’album éponyme, qui dénonce la montée en puissance de l'extrême droite en France et évoque la figure d’Anne Frank, marque les esprits et devient un des classiques de son répertoire. Cette même année il remet au goût du jour Hold Up et co-réalise un clip réunissant Gérard Jugnot, Alain Souchon et Claude Brasseur et lui-même.
En 1986, Michel Berger lui confie la réalisation de sa chanson Y'a pas de honte.
Il rejoint Alain Levy parti diriger Polygram. Il signe chez Phonogram et travaille avec Philippe Lerichomme, le directeur artistique de Serge Gainsbourg, avec qui il réalise les deux albums suivants, Bizarre qui sort en 1988, avec la chanson Roulez jeunesse écrite avec Alain Souchon, et l’album Zap paru en 1990. En 1990 et 1992, il compose les musiques des films de Didier Kaminka : Promotion canapé et À quoi tu penses-tu ?.
Poussé par Françoise Verny, éditrice mythique chez Flammarion qui voit en lui un écrivain, il publie en 1991 son premier roman 40 berges blues.
En 1992, il sort l’album Ces mots sont pour toi avec un clip de Didier Le Pêcheur tourné dans les écuries du Château de Chantilly et dans lequel il interprète un clown, personnage qu’il affectionne particulièrement. Sur cet album figure la chanson Youpi avec le violon de Didier Lockwood et la guitare de Christian Escoudé. Cet album marque aussi la collaboration avec son fils Matthieu, guitariste sur l’album et la tournée qui s’ensuit.
Dans le cadre des soirées acoustiques qu’organise Europe 2, Louis Chedid donne un concert à Bobino où il revisite ses plus grandes chansons avec la complicité de Michel Bernholc qui écrit les orchestrations de cordes. Matthieu est à la guitare. Le concert est enregistré, l’album Entre nous sort en 1993. Didier Le Pêcheur réalise le clip de la version acoustique d’Anne, ma sœur Anne sur l’idée qu’avait donnée Michel Berger à Louis Chedid.
En 1997, il sort son dernier disque avec Philips, Répondez-moi, sur lequel il retrouve le bassiste de Magma Jannick Top avec lequel il avait déjà collaboré en 1981 dans Ainsi Soit-il.
En 1999, Radio France, par l’entremise de Daniel Allary lui consacre un long portrait Louis Chedid en 24 images seconde réalisé par sa femme Emma, avec les interviews de ses parents, de Matthieu, et Émilie, de l’écrivain  Claude Klotz, de Denis Jeambar directeur de l’Express à l’époque, de Jean-Michel Boris de L’Olympia, de Jannick Top…
Début du nouveau millénaire, Louis et Matthieu Chedid enregistrent leur premier duo « Tel père tel fils » pour l’album Solidays. Grâce à Marie Nowak, sa manageuse d’alors, Louis rencontre Marc Thonon, directeur du label Atmosphériques. Une sympathie immédiate se crée et ce sera une collaboration artistique qui durera jusqu’à la clôture du label en 2014. En 2001, l’album « Bouc Bel Air » nom du village où Louis, enfant passait ses vacances, marque une nouvelle étape dans sa carrière. L’album doit beaucoup aux orchestrations de cordes magistralement écrites par David Whitaker et enregistrées dans le mythique Studio B d’Abbey Road, (celui des Beatles) à Londres. Les rythmiques sont enregistrées au studio Gang à Paris avec à la basse Jannick Top, à la batterie Pierre-Alain Dahan, aux guitares Claude Engel et Marc Chantereau aux percussions. Les musiciens de Youssou N’Dour l’accompagnent sur la chanson « Triste et malheureux comme la pierre ». Une tournée s’ensuit dont deux concerts exceptionnels au Cirque Royal de Bruxelles et à l’Olympia où pour la première fois David Whitaker dirige un grand orchestre sur scène. Les concerts au Festival Botanique à Bruxelles et au Festival des Vieilles Charrues donnent lieu à la sortie d’un live « Botanique et Vieilles Charrues » en 2003 et la diffusion de ce concert sur M6.
En 2004, il travaille avec les Frères Muller du groupe Astonvilla, Doc à la batterie, Niko et Antoine Dijol aux guitares et Martin Gamet à la basse sur Un ange passe, un album aux arrangements plus rock. Ils partent ensemble en tournée, dans le spectacle il inclut la chanson Jackpote du Jeu de L’oie de Louis qu’il réenregistre et sort dans une nouvelle version d’Un ange passe.
En 2006, il crée le conte musical pour « les enfants et ceux qui le sont restés » Le Soldat rose avec Pierre-Dominique Burgaud et illustré par Cyril Houplain, une envie qui datait de l’époque Émilie Jolie. Les rôles sont interprétés par son fils Matthieu, Sanseverino, Vanessa Paradis, Jeanne Cherhal, Francis Cabrel, Alain Souchon, Bénabar, Shirley et Dino, Albin de la Simone, Raoul le Pennec, Céline Bary et Catherine Jacob fait « La voix ». Tous se retrouvent pour deux concerts exceptionnels au Grand Rex, retransmis à Noël sur France 2. En 2007 le disque reçoit la Victoire de la Musique du Meilleur Album Chansons/Variété Française de l’année. En 2008, le producteur de spectacle Thierry Suc met Le Soldat rose sur scène et confie la mise en scène à Shirley et Dino. Le spectacle se joue plusieurs fois au Palais des Congrès, au Casino de Paris et en tournée partout en France.
En 2006, il fait une apparition avec Jacques Higelin à la fin du clip d’Arthur H (avec -M-) Est-ce que tu aimes réalisé par Rodolphe Pauly. En 2007, il écrit le texte d’une chanson pour Michel Fugain intitulée La Vie. En 2008, il fait la musique sur un texte de Bénabar Pas du tout. En 2009, Louis Chedid mixe l’album Mister Mystère de -M- qui intègre à sa tournée le titre Hold Up. Leur collaboration continue l’année suivante. Louis et Matthieu réalisent ensemble l’album de Louis On ne dit jamais assez aux gens qu’on aime qu’on les aime, chanson qui devient un emblème et la sortie du duo « Tu peux compter sur moi » mise en image par Rodolphe Pauly. Le DJ Laurent Garnier concocte un remix de Chat noir sorti dans l’intégrale de Louis en 2013.
En 2010, Louis Chedid est l’invité d’honneur des Nuits de Champagne à Troyes ses chansons sont interprétées par 900 choristes venus de toute la France. C’est aussi l’occasion de deux autres concerts exceptionnels : La Fête à Louis, diffusé en direct sur France Inter présenté par Didier Varrod avec Pierre Souchon, Ours, Nach et Selim (Anna et Joseph), Bénabar, Jeanne Cherhal, Albin de la Simone, Jérémie Kisling, la Grande Sophie, Alain Souchon, Sanseverino, Francis Cabrel, et la présentation de son nouveau spectacle, dans lequel il interprète pour la première fois sur scène Nous sommes des clowns et Hold Up. Tout le concert fait l’objet d’une scénographie vidéo réalisée par sa femme Emma et le créateur Luciano Lepinay. La tournée de l’album se termine par deux concerts exceptionnels au Théâtre du Châtelet en 2011.
Cette même année, il réalise pour l’Adami, un court-métrage intitulé « Pompe funèbre » interprété par Ophélie Bazillou et Renaud Cestre.
En 2013, Louis Chedid sort l'album Deux fois l’infini, dans lequel il rend hommage à Nino Ferrer avec la chanson Si tu veux de moi. Sur cet opus co-réalisé avec Samy Osta, il joue tous les instruments, ce qui lui donne l’occasion de partir seul en tournée, avec pour s’accompagner un piano-synthé, un looper et plusieurs guitares. La même année, le label Atmosphériques sort un coffret de l’intégrale des albums studio avec le documentaire de Gérard Suter Les chiens ne font pas des chats réalisé en 2013 pour France Inter.
En 2014, paraît Mélodies intérieures, une biographie co-écrite avec Benoît Merlin aux Presses de la Renaissance. Invité par le chanteur Aldebert, il interprète la chanson Dans la maison de mon arrière grand-père sur le conte Enfantillages 2.
En 2015, la famille Chedid se produit sur scène, Louis, Matthieu, Joseph (nom de scène Selim) et Anna (nom de scène Nach). 30 dates en France, 8 Olympia et les plus grands festivals, des Nuits de Fourvière aux Francofolies de Montréal, et un concert exceptionnel à l’Opéra Garnier filmé par Émilie Chedid. À eux quatre, ils jouent de tous les instruments, chantent ensemble ou séparément les chansons des uns et des autres. Louis interprète Machistador de -M- et L’Amour éternel de Joseph tandis que Matthieu reprend Ver de terre, Joseph Danseur mondain et Anna Les absents ont toujours tort de Louis. Ils enregistrent 33 chansons en 3 jours au studio La Fabrique à Saint-Rémy-de-Provence, l’album familial sort avec un titre inédit intitulé F.O.R.T écrit et composé par eux-mêmes. La photo de l’affiche et de l’album est réalisée par Jean-Baptiste Mondino.
En 2016, Louis Chedid sort un recueil de nouvelles écrites pendant la tournée familiale Des vies et des poussières chez Calmann-Lévy avec en couverture une illustration de sa femme Emma.
Sur l’album La vie (titre provisoire) de François Morel, rencontré à France Inter lors de son billet mémorable Q, le vilain petit canard des Chedid, il enregistre la chanson C’est encore long l’enfance, et le rejoint sur scène au Bataclan. Il y interprète Comme un petit coquelicot de Mouloudji, en écho à l'album hommage produit par sa fille Anabelle.
En 2016, sollicité par la petite nièce de Georges Brassens, il est le maître d’œuvre de l’album Brassens sur paroles où il fait interpréter les chansons de Brassens à des comédiens. Grâce à la complicité de Stéphanie Bataille, amie et directrice du Théâtre Antoine, il recrute pour ce faire : Valérie Bonneton, Julie Depardieu, Léa Drucker, Catherine Frot, Audrey Tautou, Karin Viard, Lionel Abelanski, François Berléand, Michel Bouquet, Roger Dumas, André Dussollier, Michel Fau, Guillaume Gallienne, François Morel, et Pierre Richard. Cet album est produit par Natacha Krantz pour le label Mercury. Le 25 octobre 2016, il est fait Commandeur dans l’Ordre des Arts et des Lettres par Audrey Azoulay, la ministre de la Culture.
En 2017, la femme d’Henri Salvador lui confie la réalisation d'un disque-hommage au chanteur qui aurait eu 100 ans cette année-là. Véronique Sanson, Calogero, Bénabar, Robert Charlebois, Idir, -M-, François Morel, Shirley et Dino, Nach, Helena Noguerra, MB14 et Louis interprètent quelques-unes des chansons phares de Salvador. Il participe au concert qu’Yvan Cassar donne en hommage à l’album Sgt. Pepper's Lonely Hearts Club Band des Beatles au Théâtre des Champs-Élysées en interprétant la chanson Fixing a Hole.
En 2018, il publie chez Calmann-Lévy Le Dictionnaire de ma vie sous la forme d'un abécédaire où il raconte des anecdotes personnelles, de la lettre A pour Artiste à la lettre Z pour Zap.
En 2020 il revient en musique avec l'album Tout ce qu'on veut dans la vie au sein du label [PIAS].
En 2021, paraît l'album En noires et blanches composé de reprises de ses titres en versions pianos-voix, arrangé et réalisé par Yvan Cassar. Les deux artistes complices partiront en tournée avec ce projet, pour un magnifique duo scénique.
En 2024, il publie l'album Rêveur, rêveur (toujours chez [PIAS]) réalisé par Stan Neff.  

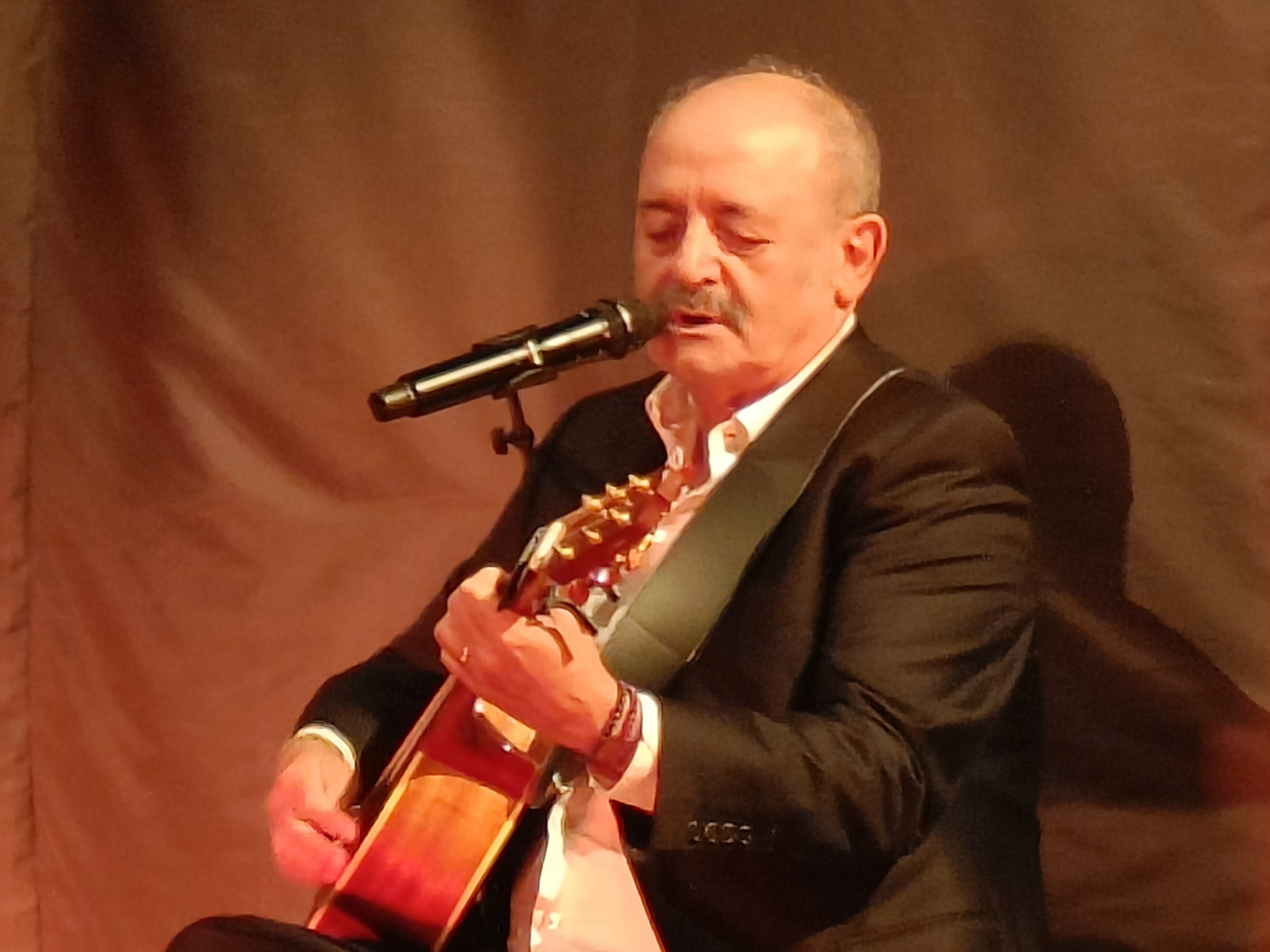
Louis Chedid en concert à Nogent sur Marne le 29 novembre 2024.

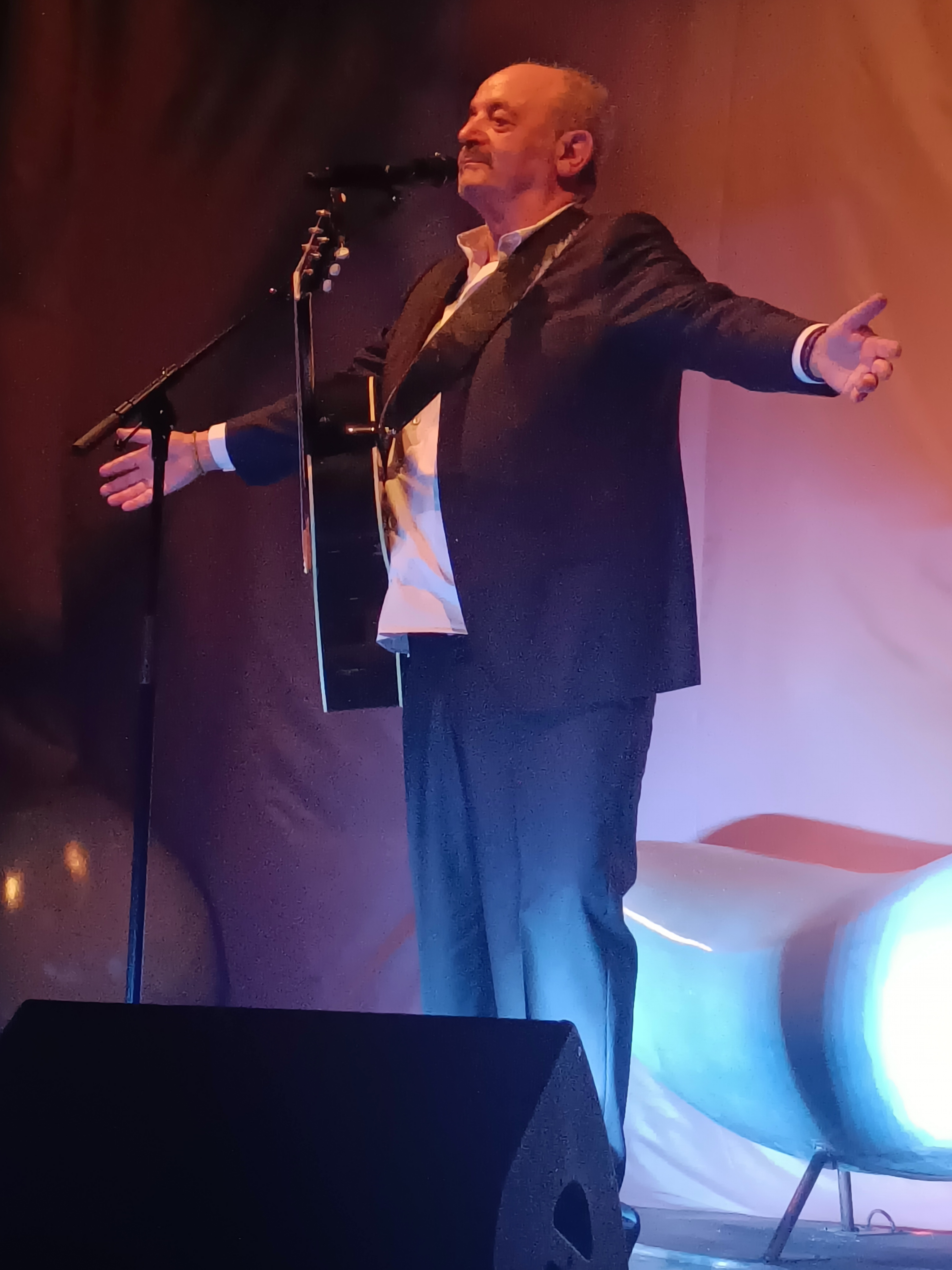
Louis Chedid en concert à Nogent sur Marne le 29 novembre 2024.

## Discographie

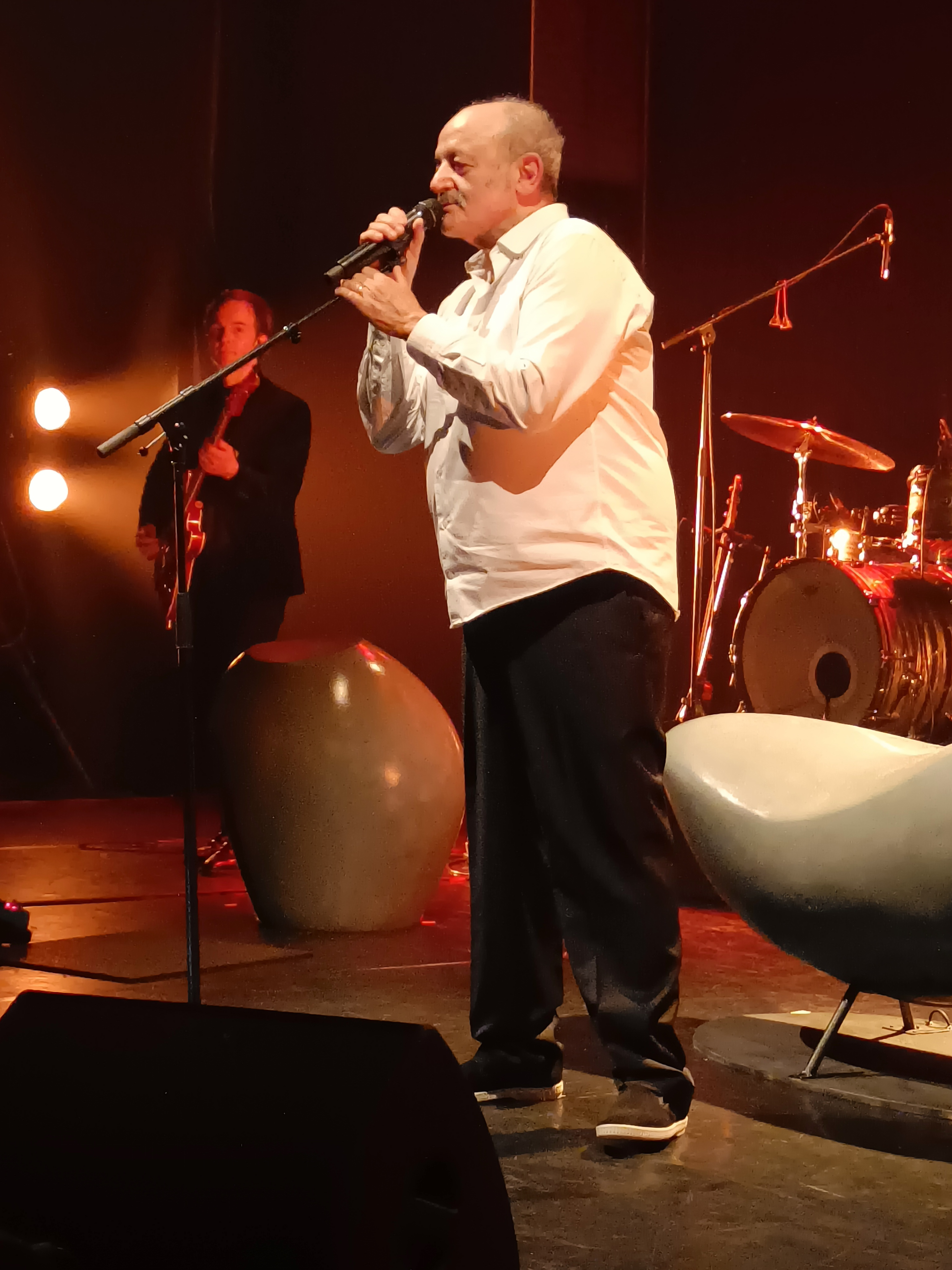
Louis Chedid en concert à Nogent sur Marne le 29 novembre 2024.

### Albums studio
- 1972 - Balbutiements
- 1974 - Nous sommes des clowns
- 1976 - Le Jeu de l'oie de Louis
- 1976 - Ver de terre
- 1980 - Égomane
- 1981 - Ainsi soit-il
- 1983 - Panique organisée
- 1985 - Anne, ma sœur Anne
- 1988 - Bizar
- 1990 - Zap-Zap
- 1992 - Ces mots sont pour toi
- 1997 - Répondez-moi
- 2001 - Boucbelair
- 2004 - Un ange passe
- 2006 - Le Soldat rose
- 2010 - On ne dit jamais assez aux gens qu'on aime qu'on les aime
- 2013 - Deux fois l'infini[20]
- 2015 - Louis, Matthieu, Joseph et Anna Chedid
- 2020 - Tout ce qu'on veut dans la vie
- 2022 - En noires et blanches (avec Yvan Cassar)
- 2024 - Rêveur, Rêveur

### Compilations sélectives et Albums en public
- 1978 - T'as beau pas être beau (Compilation)
- 1994 - Entre nous (Concert acoustique Europe 2 enregisté à Bobino le 3 novembre 1993)
- 2003 - Botanique et Vieilles Charrues (Concerts enregistrés au Cirque Royal le 22/01/2003 et au Festival des Vieilles Charrues le 20/07/2002)
- 2004 - Le meilleur des années CBS (Compilation)
- 2013 - Intégral (Coffret 15 premiers CD studio de 1972 à 2010 + 1 CD de Singles de 1974 à 2012 + 1 CD de documentaire sonore inédit) (Compilation)

### Singles sortis hors album
- Miss Melissa / Tu es né juste à temps (1974)
- Je chante dans les transistors / Je voulais te dire (1977)
- La belle / Chapeau de paille (1977)
- T'as beau pas être beau / L'Amour S.M.P.M. (1978)
- Papillon / Dans la rue Sherbrooke (1979)
- Hold-up (version 1984, avec Claude Brasseur, Alain Souchon et Gérard Jugnot) - Maxi 45 tours avec version longue, version courte et instrumental (1984)
- Pote (2005)

### Divers
- Participation à Émilie Jolie (1979) : Chanson du raton-laveur rêveur
- Duo avec son fils Matthieu Chedid sur l'album Solidays de l'année (2000) : Tel père tel fils
- Participation à 20 ans Tchernobyl (2006) : Du mauvais côté
- Participation à l'album d'Aldebert, Enfantillages 2 : Dans la maison de mon arrière-grand-père

## Filmographie
Louis Chedid a composé la musique de plusieurs films :
- 1984 : Pinot simple flic de Gérard Jugnot
- 1989 : Elli Fat Mat (court métrage) de Michel Such
- 1990 : Promotion canapé de Didier Kaminka
- 1992 : À quoi tu penses-tu ? de Didier Kaminka
- 1992 : Et demain... Hollywood de Jean-François Villemer

Il a également écrit et réalisé un court métrage :
- 2010 : Pompe funèbre

## Publications
- 40 berges blues, roman, Flammarion, 1991
- Mélodies Intérieures, Presses de la Renaissance, 2014
- Des vies et des poussières, nouvelles, Calmann-Levy, 2015
- Le dictionnaire de ma vie, Kero, 2018

## Distinctions

### Récompenses
- Victoires de la musique 2007 : Victoire de l'album de chansons, variétés pour Le Soldat rose ;
- Victoires de la musique 2008 : Victoire du DVD musical pour Le Soldat rose.

### Nominations
- Victoires de la musique 2011 : nominations pour la Victoire de l'album de chansons, variétés pour On ne dit jamais assez aux gens qu'on aime qu'on les aime et pour la Victoire du vidéo-clip pour Tu peux compter sur moi ;
- Victoires de la musique 2016 : nomination pour la Victoire du spectacle musical, tournée ou concert pour la tournée Louis, Matthieu, Joseph et Anna Chedid[21].

## Décorations
- Chevalier de la Légion d'honneur (nomination le 29 décembre 2022[22], reçu dans l'ordre le 4 avril 2023[23]).
- Commandeur de l'ordre des Arts et des Lettres (2016)[24],[25].